# Токугава, Ёситоси
Ёситоси Токугава (яп. 徳川 好敏, 24 июля 1884, Токио, Японская империя — 17 апреля 1963, Токио, Япония) — генерал Императорской армии Японии и один из основателей военной авиации в Японии.

## Биография
Ёситоси Токугава был сыном кадзоку Токугава Ацумори (1856—1924, глава Госанкэ — ветви клана Токугава). По отцу он был внучатым племянником последнего сёгуна Токугава Ёсинобу. В то время как его отец получил титул кадзоку в 1884 году, он отказался от титула в 1899 году. Ёситоси окончил Военную академию Императорской армии Японии в 1903 году, после чего специализировался на инженерных войсках.
В 1909 году Токугава был направлен в качестве военного атташе во Франции, в частности, для изучения авиационного строения и военного применения самолётов в бою. Он приобрёл биплан Фарман III, который он отправил в Японию. 19 декабря 1910 года Токугава совершил первый успешный полёт в парке Ёёги. 5 апреля 1911 года Токугава совершил первый полёт на первом постоянном аэродроме Японии в Токородзаве на Фармане III. Сейчас на месте этого аэродрома основан Токородзавский авиационный музей. Токугава вместе с Хино Кумадзо способствовал внедрению новых технологий для Генерального штаба Императорской армии Японии и помогли основать ВВС Императорской армии Японии.
23 апреля 1911 года Токугава установил японский рекорд на Blériot Aéronautique, пролетев 48 миль за 1 час 9 минут 30 секунд.
Токугава руководил 2-м воздушным батальоном, был командиром 1-го авиационного полка и затем трижды был генеральным директором Командования корпуса армейской авиации. В 1928 году получил титул дансяку. Он служил в качестве директора департамента подготовки в Авиационной армейской школе Токородзава, как комендант в той же школе и Школе армейской авиации Акэно, а позже служил в Генеральном штабе Императорской армии Японии. Токугава стал известен в Японии как «дед полёта».
Он был в активном резерве и был призван для командования Авиационной школы Императорской армии в 1945 году, пока не ушёл в отставку.